# David Mazel
Pour les articles homonymes, voir Mazel.
David Mazel est un théologien et traducteur protestant, né au XVIIe siècle et mort en 1725 à Londres.

## Biographie
David Mazel étudie à l'Académie de Genève. Huguenot, il doit quitter la France pour les Provinces-Unies puis l'Angleterre où il se réfugie.

## Travaux
David Mazel est l'un des premiers traducteurs en français de l'œuvre du philosophe anglais John Locke. Il traduit en 1691 sous anonymat le second des Two Treatises of Government de 1689. Mazel opère ainsi une décontextualisation de l'ouvrage de Locke, puisqu'il ne traduit pas le premier traité consacré à la réfutation des thèses absolutistes de Robert Filmer. Il omet également le premier chapitre du second Traité du gouvernement civil, qui fait référence au premier traité. La préface de Locke n'est pas non plus insérée dans la traduction.
Le traducteur et correspondant de Locke Jean Le Clerc a peut-être été son mentor. En tout cas, Le Clerc a rédigé l'avertissement de Du gouvernement civil, titre de la traduction de Mazel.
D'après la spécialiste du XVIIe Delphine Soulard qui synthétise les recherches sur le sujet, les trois traducteurs de Locke, Le Clerc, Mazel et Pierre Coste constituent un « cercle d'amis » et « contribuèrent à la dissémination des idées de Locke sur le continent en participant tous plus ou moins ensemble à la transposition de ses idées en français ».
Mais la traduction du Traité du gouvernement civil, décontextualisée par Mazel pour être recontextualisée par rapport à la France, a mécontenté Locke. Delphine Soulard précise cependant que ce n'est pas à cause de cette décontextualisation que Locke a été déçu par la traduction, mais parce que David Mazel ne maîtrise pas assez bien la langue anglaise. Par conséquent, peu avant sa mort, Locke demande à son autre traducteur Pierre Coste, devenu entretemps son collaborateur, de travailler sur une nouvelle version du Traité du gouvernement civil. Ce travail de retraduction est resté inachevé.

## Traduction
- John Locke (trad. David Mazel), Traité du gouvernement civil, Paris, Gallimard, coll. « GF », 1984, 414 p.[lire sur Wikisource].